# Philipp von Croÿ
Philipp Franz Reinald Victurnian Prinz von Croÿ (* 26. November 1801 in Wien; † 2. August 1871 in Bad Ems) war ein preußischer Generalleutnant.

## Leben

### Herkunft
Philipp von Croÿ entstammte dem alten, ursprünglich aus der Grafschaft Ponthieu in der Picardie kommenden Adelsgeschlecht de Croÿ, das urkundlich erstmals im 12. Jahrhundert erwähnt wurde. Er war ein Sohn des spanischen Granden und deutschen Reichsfürsten August Herzog von Croÿ, (1765–1822) aus der Linie Solre und der Anne Victurienne Henriette de Rochechouart-Montemart (1773–1806). Herzog Alfred von Croÿ (1789–1861) und der niederländische Generalmajor Ferdinand von Croÿ (1791–1865) waren seine Brüder.

### Werdegang
Croÿ stand zunächst 1819 als Leutnant in niederländischen Militärdiensten, bis er 1826 in die preußische Armee wechselte und als Sekondeleutnant mit Patent von 1819 dem Garde-Landwehr-Kavallerie-Regiment aggregiert wurde. Er avancierte 1829 zum Premierleutnant, wurde 1832 dem 5. Ulanen-Regiment aggregiert, stieg 1833 zum Rittmeister auf und erhielt 1842 seine Beförderung zum Major, wobei er gleichzeitig dem 8. Husaren-Regiment aggregiert wurde. Im März 1845 wurde er Eskadronchef im Garde-Dragoner-Regiment, wo er ab November selben Jahres etatmäßiger Stabsoffizier war. Im Oktober 1848 ernannte ihn König Friedrich Wilhelm IV. zu seinem Flügeladjutanten. Croÿ stieg 1849 zum Oberstleutnant auf, wurde 1850 Kommandeur des 4. Husaren-Regiments und avancierte 1851 zum Oberst. Ebenfalls 1851 wurde er Kommandeur des 2. Garde-Ulanen-Regiments sowie 1853 Kommandeur der 13. Kavallerie-Brigade. Seine Beförderung zum Generalmajor erfolgte 1854. Von seiner Stellung als Brigadekommandeur wurde er, bei gleichzeitiger Ernennung zum General à la suite, 1857 enthoben. Croÿ wechselte dann 1858 mit dem Charakter als Generalleutnant und seiner bisherigen Uniform zu den Offizieren à la suite der Armee. Er erhielt 1861 den Roten Adlerorden I. Klasse und 1868 das Patent als Generalleutnant.
1856 nahm er als Vertreter seines Bruders Alfred am Provinziallandtag der Provinz Westfalen teil.

### Familie
Er heiratete er am 28. Juli 1824 mit Prinzessin Johanna Wilhelmina zu Salm-Salm (* 5. August 1796 in Anholt; † 22. November 1868 in Düsseldorf), einer Tochter des Fürsten Konstantin zu Salm-Salm (1762–1828) und der Gräfin Maria Walburga von Sternberg-Manderscheid (1770–1806). Aus der Ehe gingen acht Kinder hervor.
- Luise Johanne (Jeanne) Auguste (* 2. Juni 1825; † 8. Januar 1890) ⚭ Graf Konstantin von Benckendorff (1816–1858), russischer General
- Leopold (* 5. Mai 1827; † 5. August 1894), k. k. Geheimer Rat und General der Kavallerie, Oberstinhaber des Infanterieregiments Nr. 94, Ritter des Ordens vom Goldenen Vlies

⚭ I Beatrix Gräfin Nugent von Westmeath (1818–1880), Tochter von Laval Nugent von Westmeath (1777–1862)
⚭ II Rosa Karoline Leopoldine von Sternberg (1836–1918)
- Alexander Gustav (* 21. August 1828; † 5. Dezember 1887), preußischer Rittmeister im Husaren-Regiment Nr. 8 ⚭ Elisabeth Maria von Westphalen zu Fürstenberg (1834–1910), Tochter von Clemens August von Westphalen zu Fürstenberg (1805–1885)
- Stephanie (* 7. Oktober 1831; † 22. Mai 1907)
- Amalie (* 18. November 1835; † 15. Mai 1897)
- Marie (* 2. Februar 1837; † 1. April 1915) ⚭ 1859 Fürst Karl von Lichnowsky (1819–1901)
- August-Philipp (* 19. März 1840; † 29. Juni 1913), preußischer Generalleutnant ⚭ Adelheid Franziska Prinzessin zu Salm-Salm (1840–1916)